# Jan Michał Budar

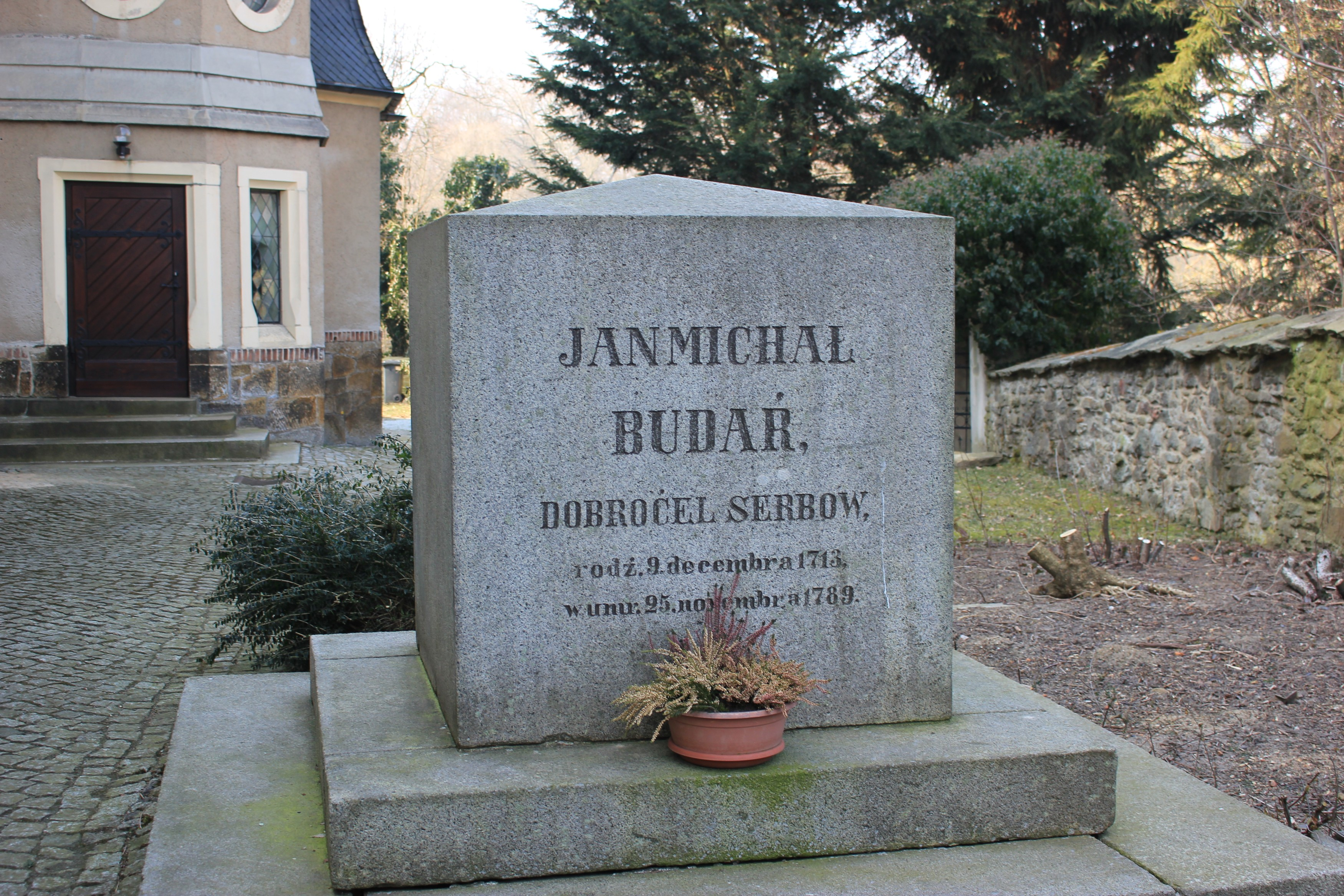
Gedenkstein an der Kirche in Großpostwitz

Jan Michał Budar, auch Johann Michael Budar oder Buder, (* 9. Dezember 1713 in Obergurig; † 25. November 1789 ebenda) war ein sorbischer Rittergutsbesitzer und Jurist. Bedeutung erlangte er durch die Gründung der Budarschen Stiftung zugunsten der sorbischen Bevölkerung in der Ober- und Niederlausitz.

## Leben
Budar studierte Rechtswissenschaften in Leipzig und war dann als Advokat in der Oberlausitz tätig. Obwohl selbst Erb-, Lehns- und Gerichtsherr auf Obergurig im meißnischen Amt Stolpen, vertrat er als eingetragenes Mitglied des kursächsischen Advokatenstandes in gerichtlichen Angelegenheiten sorbische Leibeigene kostenlos gegen deren Herrschaften. Dies trug ihm den Beinamen Bauernadvokat ein. Er wurde häufig als Feind des Adels betrachtet.
Bereits 22 Jahre vor seinem Tod hinterlegte er beim Amt Stolpen ein Testament, worin er die gesamte meißnische, Ober- und Niederlausitzer wendische Armut, unabhängig von deren religiösem Bekenntnis als Erbe seines erheblichen Vermögens einsetzte. Er begründete somit die Budarsche Stiftung, die bis in das 20. Jahrhundert hinein in der Lausitz wirkte.
1867 setzten ihm die Sorben auf Initiative der Maćica Serbska ein Denkmal auf seinem Grab in Großpostwitz, das als Ausdruck der Dankbarkeit aus Spenden der sorbischen Bevölkerung finanziert wurde. Es handelt sich um das erste sorbische Denkmal für einen verdienten Sorben.